# Panimbo
Panimbo is een bestuurslaag in het regentschap Grobogan van de provincie Midden-Java, Indonesië. Panimbo telt 2134 inwoners (volkstelling 2010).